# Trachylejeunea crenata
Trachylejeunea crenata là một loài Rêu trong họ Lejeuneaceae. Loài này được (Mont.) R.M. Schust. mô tả khoa học đầu tiên năm 1992.